# Descubierta (F-31)
La Descubierta (F-31) fue una corbeta, cabeza de su clase de la Armada Española, que posteriormente desempeñó funciones de patrullero de altura hasta su baja el 30 de junio de 2009. 

## Construcción
Su quilla fue puesta sobre las gradas de los astilleros de la empresa nacional Bazán de Cartagena el 16 de noviembre de 1974, desde donde fue botada al agua el 8 de julio de 1975. Una vez concluidas las obras, se entregó a la Armada el 18 de noviembre de 1978, tras lo cual pasó a formar parte de la 21ª Escuadrilla de Escoltas con base en Cartagena.
La Descubierta fue un buque de diseño español, que se realizó aprovechando el poso tecnológico que dejó en Bazán (actualmente Navantia) la construcción de las corbetas de diseño alemán de la clase João Coutinho para la armada portuguesa.
La Descubierta contaba con una importante capacidad de lucha antisuperficie, similar o superior a la de casi todas las fragatas en servicio en el mundo en su época hasta su transformación en patrullero en el año 2000.
Desde su transformación en patrullero, transportaba 3 RHIB: 1 Valiant 750 y 2 Zodiac Mk5.

## Historial
El 9 de octubre de 1989 se convirtió en el primer buque español que participó en una fuerza de la OTAN, al incluirse en una activación de la Fuerza Naval no permanente de la OTAN en el Mediterráneo (NAVOCFORMED).
En 1990, fue enviada al Golfo Pérsico junto con la fragata Santa María y la corbeta Cazadora tras la invasión de Kuwait por parte de Irak en misión de vigilancia y bloqueo cumpliendo mandato de la ONU.

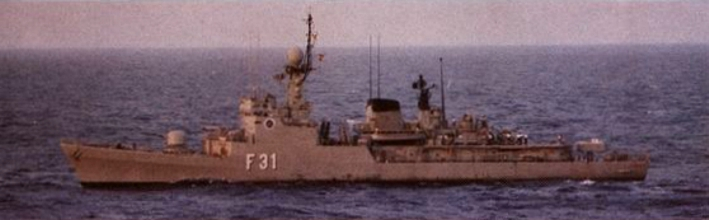
La Descubierta (F-31) en 1991.

En 1991, en el transcurso de unas maniobras militares, se convirtió en el primer buque español en disparar un misil Harpoon contra el antiguo destructor de la Armada Churruca (D-61).
Cambió su numeral de F-31 a P-75 el 5 de junio de 2000, momento en el que quedó reclasificado como patrullero de altura.
Junto con la patrullera de la Guardia Civil Río Pisuerga, y con el apoyo de dos lanchas neumáticas con agentes armados a bordo, interceptaron y apresaron el 17 de octubre de 2007 al buque caza tesoros Odyssey Explorer cuando abandonaba el puerto de Gibraltar con rumbo al mar de Alborán
Causó baja en la Armada Española el 6 de junio de 2009 por resolución del AJEMA n.º 600/03695/09 publicada en el Boletín Oficial de Defensa de 10 de marzo de 2009, y fue desguazada en la empresa Recuperaciones Submarinas, sita en la ría de Astillero, Santander desde marzo de 2011.

### Buques de la clase
- Armada Española
  -  Diana (F-32)
  -  Infanta Elena (F-33)
  -  Infanta Cristina (F-34)
  -  Cazadora (F-35)
  -  Vencedora (F-36)
- Marina Real Marroquí
  -  Teniente Coronel Errahmani (F-501)
- Marina egipcia
  -  El Suez (F-941)
  -  El Aboukir (F-946)

### Buques similares
- Clase João Coutinho